# Pont de l’Alma
Der Pont de l’Alma ist eine Straßenbrücke in Paris über die Seine. Sie ist eine der Verbindungen zwischen dem 7. und dem 8. bzw. 16. Arrondissement.
In der nördlichen Verlängerung der Brückenachse liegt die von den Champs-Elysées herunterkommende Avenue Georges V. Im spitzen Winkel läuft die Avenue Marceau von der Place Charles-de-Gaulle (Étoile) auf sie zu.
Die nächste Brücke flussaufwärts ist der Pont des Invalides, flussabwärts die Passerelle Debilly und nach ihr der Pont d’Iéna zwischen dem Eiffelturm und dem Palais de Chaillot mit den Jardins du Trocadéro.

## Stahlbrücke (1976)
Die Alma-Brücke ist 142,5 m lang und 42 m breit. Sie hat zwei 14 m breite Fahrbahnen, ausreichend für je vier Fahrspuren und einen durch Markierungen abgegrenzten Fahrradweg, sowie beidseits je einen 6 m breiten Gehweg. Die Mittelachse wird durch einen 2 m breiten, erhöhten Streifen markiert, auf dem sich, ebenso wie auf den Gehwegen, Beleuchtungsmasten befinden.
Aus technischer Sicht handelt es sich um zwei parallele Stahlbrücken, die nur durch den erhöhten Mittelstreifen miteinander verbunden sind und auf einem gemeinsamen Pfeilerbauwerk lagern. Sie bestehen jeweils aus zwei Hohlkästen, deren Bauhöhe von dem Pfeiler zu den Ufern hin abnimmt, und einer orthotropen Platte als Brückendeck.
Das Pfeilerbauwerk steht nahe am nördlichen, rechten Ufer der Seine; die beiden Brücken haben daher Spannweiten von nur 31,5 m über dem Uferbereich des Port de la Conférence und seinen Anlegeplätzen, aber von 110 m über der Fahrrinne und der Voie Express Rive Gauche. Wegen der schlechten Bodenverhältnisse reicht die Gründung des Pfeilerbauwerks bis auf 40 m unter der Wasseroberfläche hinab. Auch die Widerlager sind auf Stahlbetonpfählen gegründet. Vor dem Pfeiler wurde der alte Zuave des Pont de l’Alma wieder aufgestellt (eine über 5 m hohe Steinfigur nach den Truppenteilen Napoleons III. im Krimkrieg von 1853 bis 1856). Die Zuaven-Figur galt bei der Bevölkerung als inoffizielle Hochwassermarke. „Wenn das Seinewasser ihre Füße erreichte, wurden die Uferwege gesperrt, wenn es bis zu ihren Hüften stand ...“
Die Brücke wurde zwischen 1974 und 1976 nach den Plänen der Ingenieure Jean François Coste und Ch. Blanc gebaut, die von den Architekten A. Arsac und M. Dougnac beraten wurden.

## Steinbogenbrücke (1856) und Passerelle (1900)

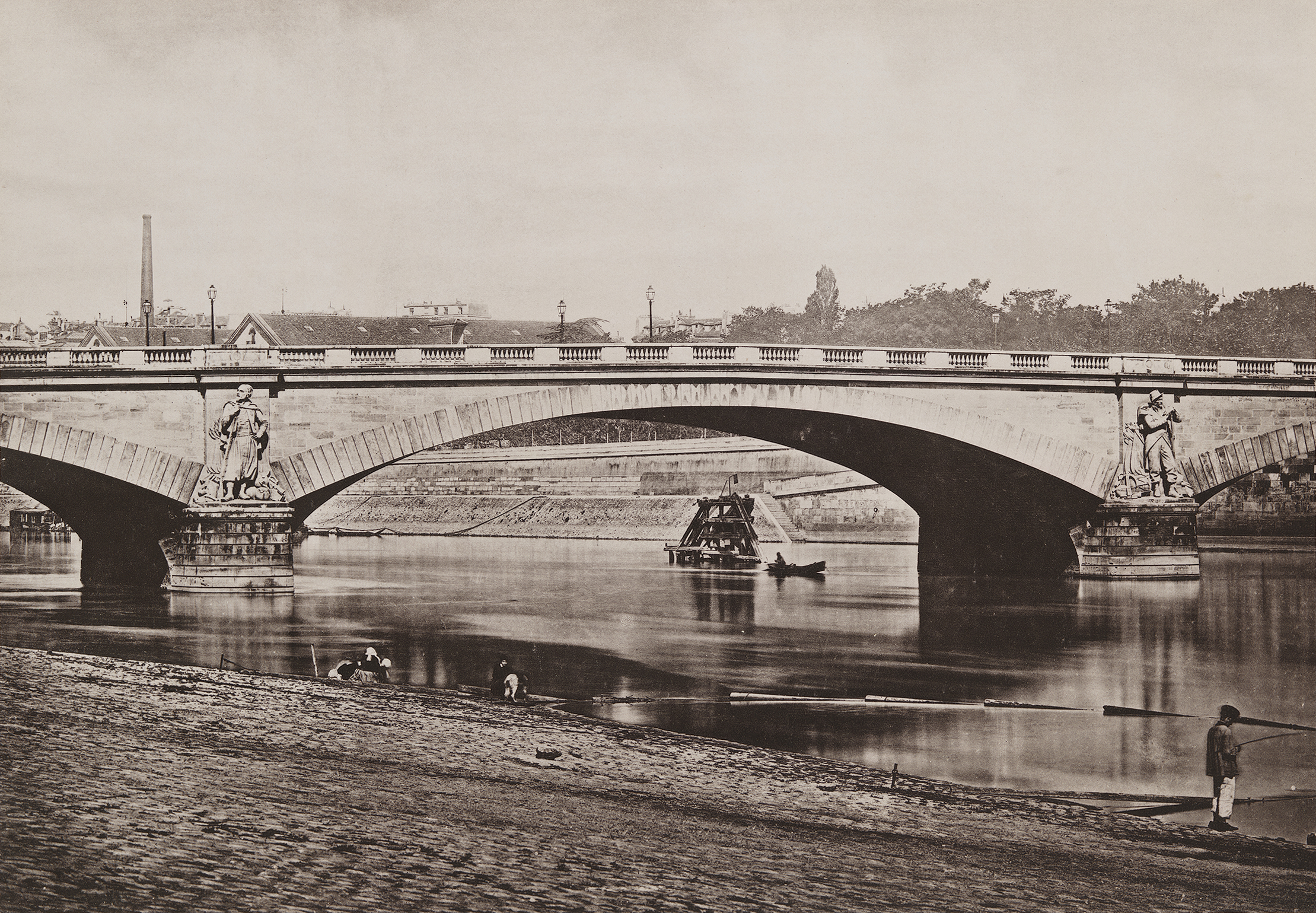
Pont de l’Alma, 1883

Die erste Brücke wurde auf Veranlassung von Kaiser Napoleon III. nach dem Sieg in der Schlacht an der Alma am 20. September 1854, der ersten Schlacht des Krimkrieges, ausgeführt. Es war eine gemauerte Bogenbrücke mit drei elliptischen Bögen von 38,5 m + 43,0 m + 38,5 m Weite und zwei 5 m starken Strompfeilern. Sie sollte schon zur Eröffnung der Weltausstellung am 1. Mai 1855 fertig werden, aber hohe Fluten verzögerten die Fertigstellung bis zum 2. April 1856. Vor den Pfeilern waren 4 Statuen von Soldaten der an der Schlacht beteiligten Truppenteile aufgestellt.
Für die Weltausstellung 1900 wurde die Brücke durch die bergseitig angelegte Verdopplung, die Passerelle de l’Alma, erweitert.
Schon bald zeigten sich deutliche Setzungen, die über die Jahrzehnte so stark wurden, dass in den 1960er Jahren ein Neubau unausweichlich wurde. Ihre Metallkonstruktion wurde schließlich am Zentralbahnhof von Calais nachgenutzt.

## Statuen der 4 Soldaten

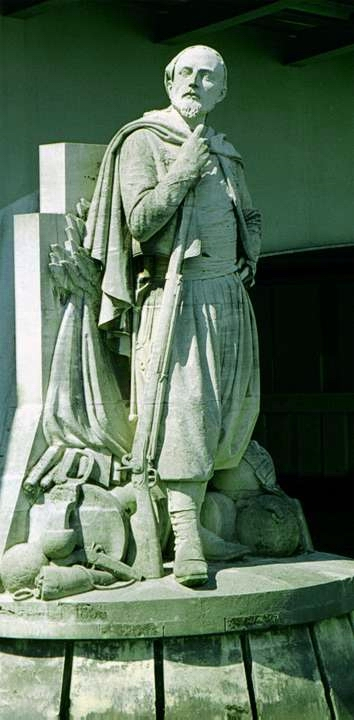
Zuave von Georges Diebolt, am Pfeiler der Pont de l'Alma
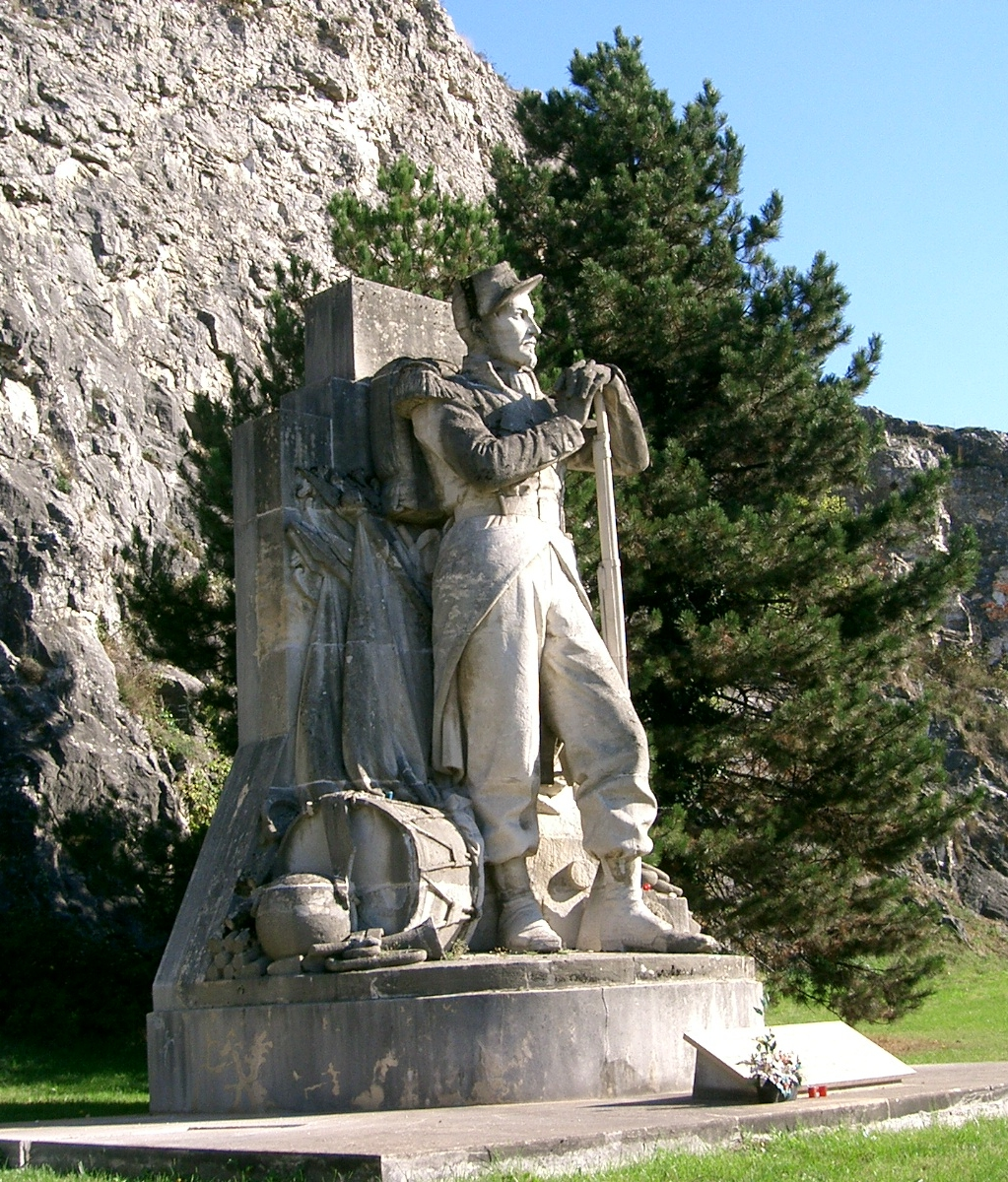
Grenadier von Georges Diebolt, in Dijon
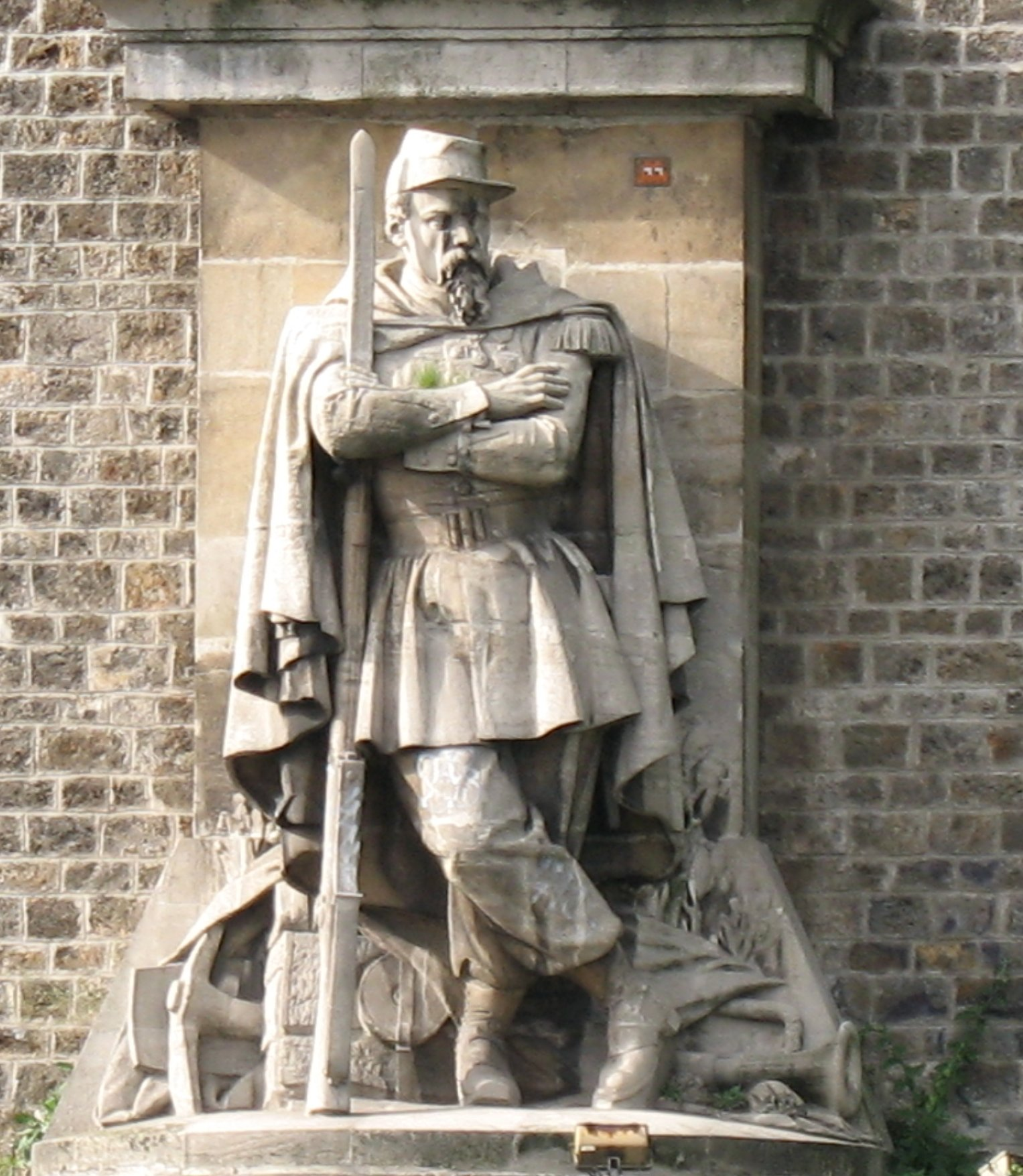
Chasseur à pied von Auguste Arnaud, am Bois de Vincennes
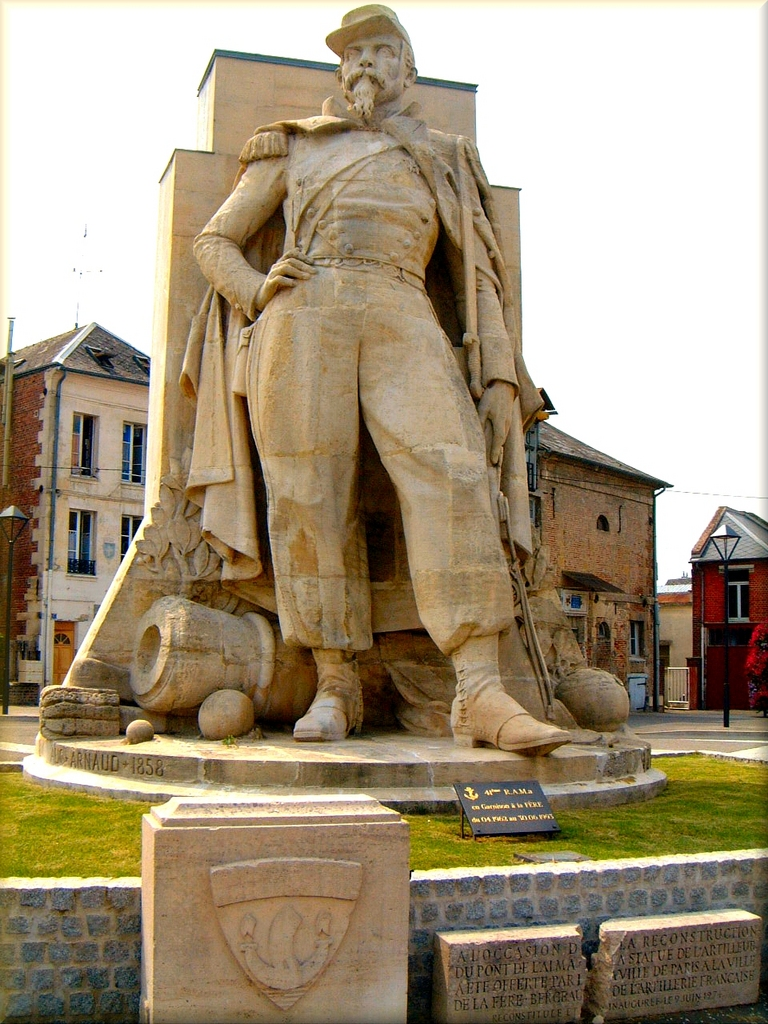
Artilleur von Auguste Arnaud, in La Fère

Von den vier an den Pfeilern der ursprünglichen Brücke aufgestellten Statuen von Soldaten fand nur der Zuave von Georges Diebolt einen Platz vor dem Pfeiler des neuen Pont de l’Alma.
- Der Grenadier von Georges Diebolt steht nun in Dijon, dem Geburtsort von Diebolt, an dem 1964 eingeweihten künstlichen Kir-See.(⊙)
- Der Chasseur à pied (Jäger) von Auguste Arnaud steht jetzt an einer Außenmauer der Redoute de Gravelle am Bois de Vincennes im Osten von Paris, wo er den Verkehr auf der Autoroute A4 (Autoroute de l’Est) fest im Blick hat.(⊙)
- Der Artilleur (Artillerist) von Auguste Arnaud steht in La Fère, Département Aisne, Region Hauts-de-France, einer ehemaligen Garnisonstadt, in der das 41. Marine-Artillerie-Regiment stationiert war.(⊙)

## An der Brücke

### Flamme de la Liberté

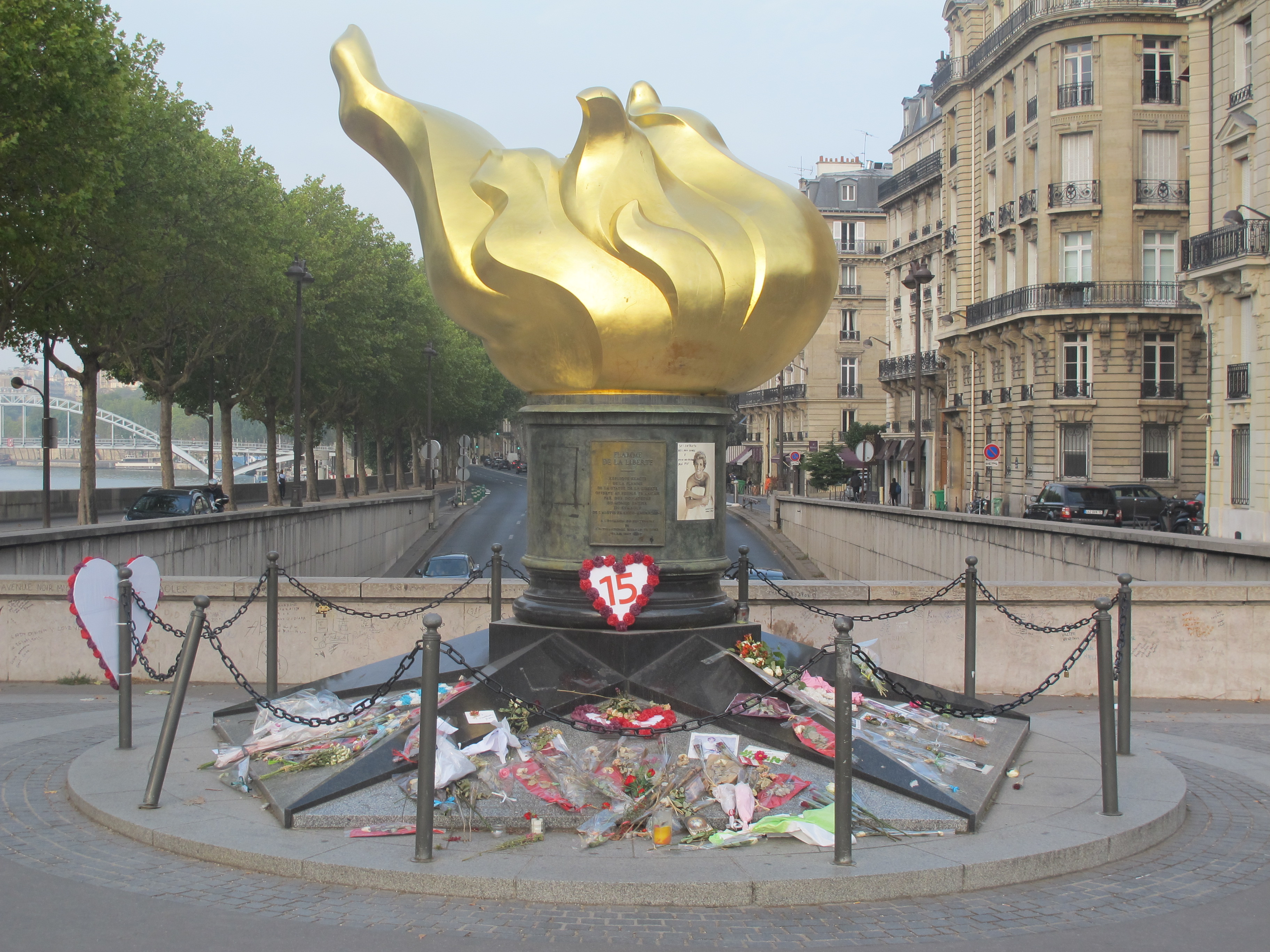
Flamme de la Liberté kurz nach dem 15. Todestag von Prinzessin Diana

Unter der Place de l’Alma am nördlichen Ende der Brücke verläuft eine meist Tunnel de l’Alma genannte, etwa 140 m lange, vierspurige Unterführung, mit der ein Teil des Verkehrs auf den Uferstraßen Avenue de New York und Cours Albert Ier unter dem Platz hindurchgeführt wird. Die Tunneldecke wird durch Betonstützen zwischen den beiden Richtungsfahrbahnen getragen.
Über dem westlichen Ende des Tunnels steht die Flamme de la Liberté (Flamme der Freiheit), eine etwa 3,5 m große Nachbildung der Flamme der Freiheitsstatue aus vergoldetem Kupfer in natürlicher Größe auf einem Sockel aus grauem und schwarzem Marmor. Sie wurde 1987 der Stadt Paris von der damaligen International Herald Tribune und verschiedenen Spendern übergeben als Dank für die Restaurierungsarbeiten an der Freiheitsstatue durch zwei französische Unternehmen und auch als Denkmal des hundertjährigen Bestehens der International Herald Tribune.
Nach dem tödlichen Unfall von Diana, Princess of Wales, ihrem Freund Dodi Al-Fayed und deren Fahrer Henri Paul im Tunnel in der Nacht des 30. August 1997 wurde die Flamme de la Liberté zur inoffiziellen Lady-Di-Gedenkstätte.

### Musée des Égouts de Paris

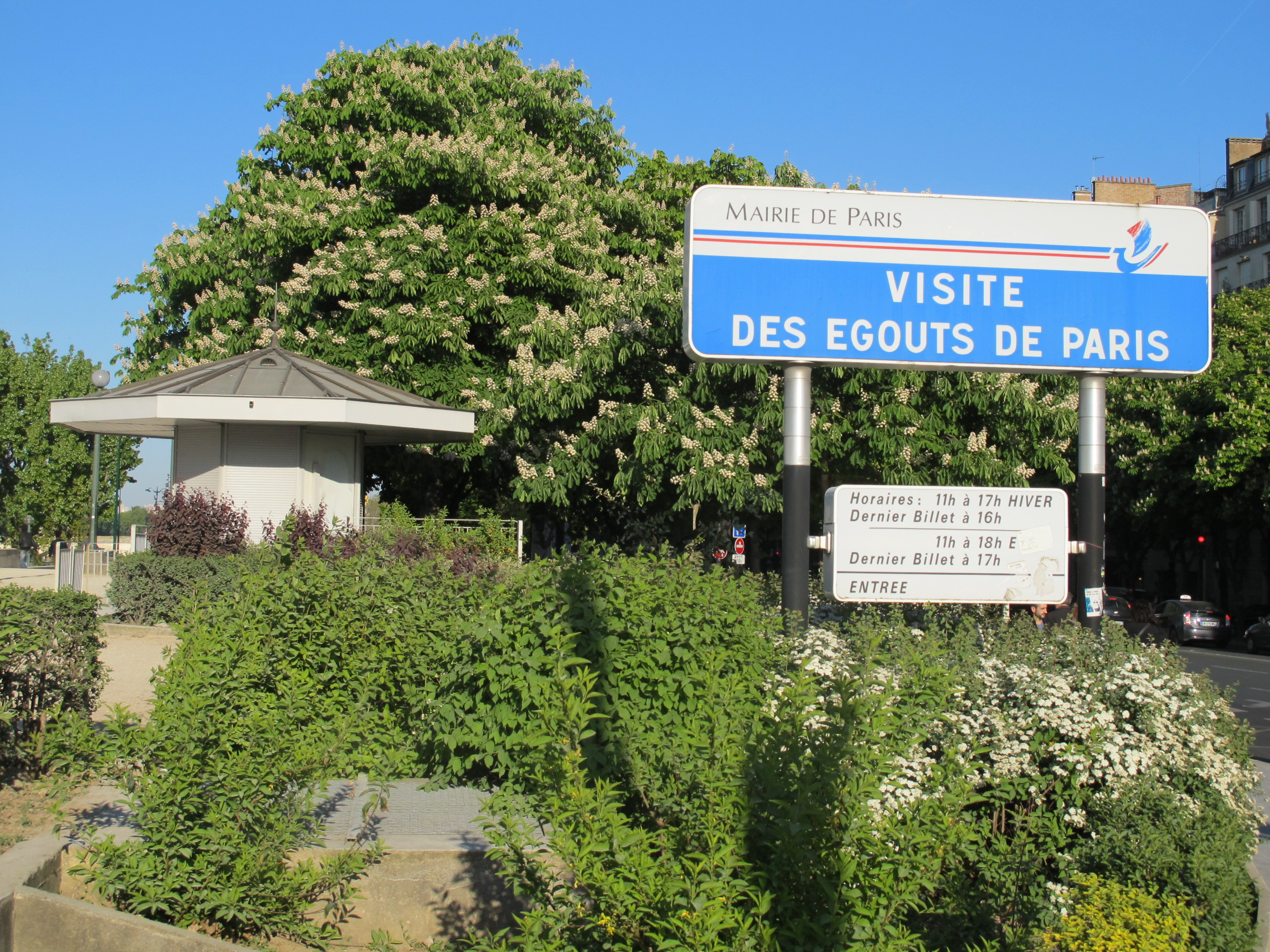
Eingang des Musée des Égouts de Paris

Auf der anderen, linken Seite der Seine befindet sich unmittelbar oberhalb des Widerlagers der Brücke der Eingang zu dem unterirdischen Musée des Égouts de Paris, einem Museum über die Entwicklung der Pariser Abwasserkanäle.